# Sophie Stjernström
Sophia "Sophie" Wilhelmina Stjernström, född Lannby eller Lamby 17 maj 1804 i Hedvig Eleonora församling i Stockholm, död 3 februari 1851 i Åbo domkyrkoförsamling, var en svensk skådespelerska.
Stjernström var dotter till hovkocken Henric Emanuel Lannby och Christina Frodström. Hon gifte sig 3 november 1846 med teaterdirektören och skådespelaren Edvard Stjernström. 
Hon antogs 1819 till Kungl. Teaterns Sång-Elevskola. Hon tillhörde senare ensemblen på Teatern å Kungl. Djurgården hos Carl Wildner, och uppträdde därmed i Göteborg 1822-23. 1824 reste hon till Finland, där hon engagerades i J A Lemkes teatersällskap och där hon på Åbo teater debuterade i Kotzebues komedi Eldprovet. 
1846 var hon skådespelare vid Nya Teatern i Stockholm. 1850 avvecklade makarna sina engagemang i Stockholm och flyttade till Finland, där Edvard Stjernström ledde ett eget teatersällskap, som var mycket framgångsrikt. Det "Finska sällskapet" hade under tiden 1850–1853 ensamrätt på teaterverksamhet i Åbo och Helsingfors, och hon tillhörde då dess ledande aktörer.
Nils Henrik Pinello sade om henne: 
"Hos Sophie Lannby voro strålande fägring, frisk ungdom, otvungna rörelser, oskuld och glädje sammanlänkade".